# Aaron Nguimbat
Aaron Nguimbat (Yaoundé, 13 marzo 1978) è un ex calciatore camerunese, di ruolo difensore.

## Caratteristiche tecniche
Giocava come difensore centrale.

## Carriera

### Club
Nguimbat giocò, in patria, nel Canon di Yaoundé, sua città natale; nel 2002 si trasferì in Europa, stabilendosi nel campionato lettone, allo Skonto di Riga. Con la società della capitale disputò 4 stagioni, giocando anche nel turno preliminare di Champions League nel 2005-2006. Lasciata l'Europa andò a giocare in Indonesia.

### Nazionale
Fu convocato per il torneo calcistico di Sydney 2000, vincendo la medaglia d'oro: fu titolare per quasi tutta la competizione, scendendo in campo in 5 occasioni. Nel 2000 ottenne anche una presenza in Nazionale maggiore, durante le qualificazioni al campionato del mondo 2002.

## Palmarès

### Club
- Campionato lettone: 1

Skonto: 2002, 2003, 2004
- Coppa di Lettonia: 1

Skonto: 2002
- Coppa della Livonia: 3

Skonto: 2003, 2004, 2005

### Nazionale
- Oro olimpico: 1

Sydney 2000